# Marcellaz-Albanais
Marcellaz-Albanais este o comună în departamentul Haute-Savoie din sud-estul Franței. În 2009 avea o populație de 1.746 de locuitori.

## Evoluția populației
| An        | 1975 | 1982 | 1990  | 1999  | 2006  | 2009  |
| --------- | ---- | ---- | ----- | ----- | ----- | ----- |
| Populație | 649  | 839  | 1.226 | 1.401 | 1.644 | 1.746 |